# Охајова (Небраска)
Охајова (енгл. Ohiowa) град је у америчкој савезној држави Небраска.

## Демографија
По попису из 2010. године број становника је 115, што је 27 (-19,0%) становника мање него 2000. године.
| Група             | 2000.       | 2010.       |
| Белци             | 128 (90,1%) | 103 (89,6%) |
| Афроамериканци    | 1 (0,7%)    | 0 (0,0%)    |
| Азијати           | 0 (0,0%)    | 0 (0,0%)    |
| Хиспаноамериканци | 10 (7,0%)   | 11 (9,6%)   |
| Укупно            | 142         | 115         |